# Province del Perù

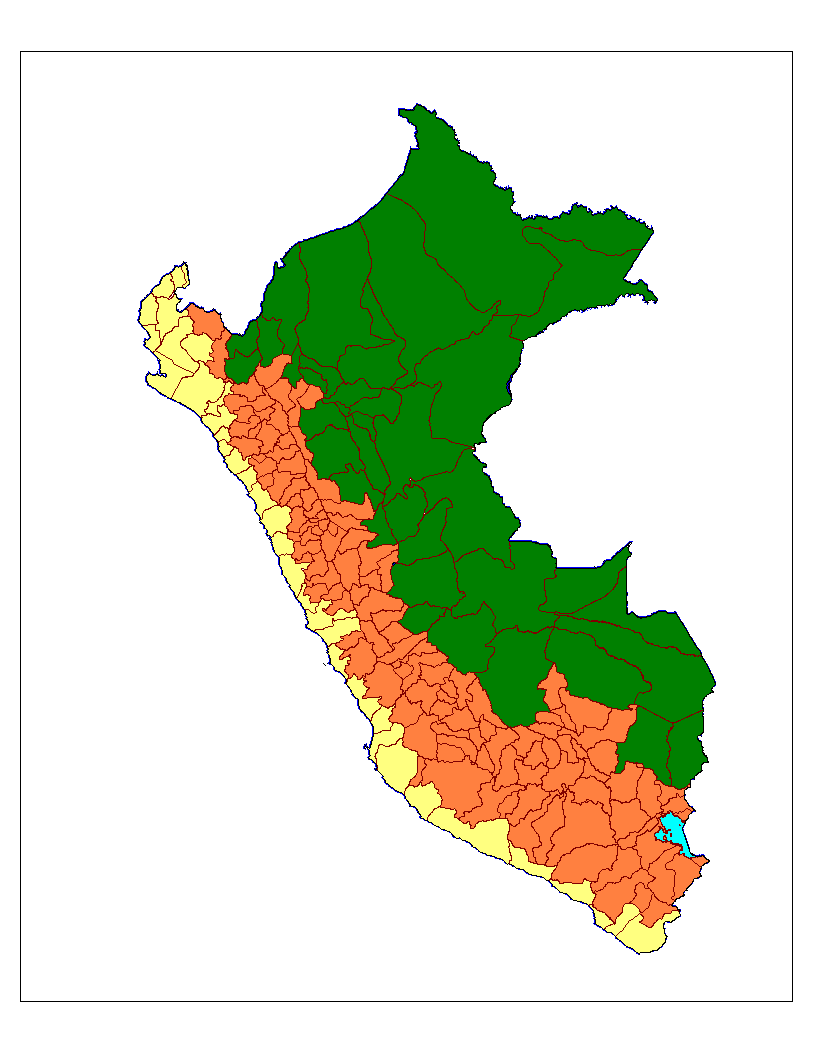
Le province del Perù della Costa (giallo), Sierra (ocra) e Selva(verde)

Le province del Perù (in spagnolo: provincias) costituiscono la suddivisione territoriale di secondo livello del Paese, dopo le regioni, e sono pari a 195; ciascuna di esse si suddivide a sua volta in distretti.
La regione di Callao è formalmente definita come provincia costituzionale; la regione con il maggior numero di province è quella di Ancash, che ne conta 20.
Le province dell'Amazzonia sono più estese e scarsamente popolate a differenza di quelle situate nella parte settentrionale e occidentale del paese.

## Lista
Regione di Amazonas
| Provincia            | Capoluogo            | N° distretti | Codice UBIGEO |
| -------------------- | -------------------- | ------------ | ------------- |
| Chachapoyas          | Chachapoyas          | 21           | 0101          |
| Bagua                | Bagua                | 6            | 0102          |
| Bongará              | Jumbilla             | 12           | 0103          |
| Condorcanqui         | Santa María de Nieva | 3            | 0104          |
| Luya                 | Lámud                | 23           | 0105          |
| Rodríguez de Mendoza | Mendoza              | 12           | 0106          |
| Utcubamba            | Bagua Grande         | 7            | 0107          |

Regione di Ancash
| Provincia                 | Capoluogo  | N° distretti | Codice UBIGEO |
| ------------------------- | ---------- | ------------ | ------------- |
| Huaraz                    | Huaraz     | 12           | 0201          |
| Aija                      | Aija       | 5            | 0202          |
| Antonio Raymondi          | Llamellín  | 6            | 0203          |
| Asunción                  | Chacas     | 2            | 0204          |
| Bolognesi                 | Chiquián   | 15           | 0205          |
| Carhuaz                   | Carhuaz    | 11           | 0206          |
| Carlos Fermín Fitzcarrald | San Luis   | 3            | 0207          |
| Casma                     | Casma      | 4            | 0208          |
| Corongo                   | Corongo    | 7            | 0209          |
| Huari                     | Huari      | 16           | 0210          |
| Huarmey                   | Huarmey    | 5            | 0211          |
| Huaylas                   | Caraz      | 10           | 0212          |
| Mariscal Luzuriaga        | Piscobamba | 8            | 0213          |
| Ocros                     | Ocros      | 10           | 0214          |
| Pallasca                  | Cabana     | 11           | 0215          |
| Pomabamba                 | Pomabamba  | 4            | 0216          |
| Recuay                    | Recuay     | 10           | 0217          |
| Santa                     | Chimbote   | 9            | 0218          |
| Sihuas                    | Sihuas     | 10           | 0219          |
| Yungay                    | Yungay     | 8            | 0220          |

Regione di Apurímac
| Provincia   | Capoluogo      | N° distretti | Codice UBIGEO |
| ----------- | -------------- | ------------ | ------------- |
| Abancay     | Abancay        | 9            | 0301          |
| Andahuaylas | Andahuaylas    | 19           | 0302          |
| Antabamba   | Antabamba      | 7            | 0303          |
| Aymaraes    | Chalhuanca     | 17           | 0304          |
| Cotabambas  | Tambobamba     | 6            | 0305          |
| Chincheros  | Chincheros     | 8            | 0306          |
| Grau        | Chuquibambilla | 14           | 0307          |

Regione di Arequipa
| Provincia  | Capoluogo   | N° distretti | Codice UBIGEO |
| ---------- | ----------- | ------------ | ------------- |
| Arequipa   | Arequipa    | 29           | 0401          |
| Camaná     | Camaná      | 8            | 0402          |
| Caravelí   | Caravelí    | 13           | 0403          |
| Castilla   | Aplao       | 14           | 0404          |
| Caylloma   | Chivay      | 19           | 0405          |
| Condesuyos | Chuquibamba | 8            | 0406          |
| Islay      | Mollendo    | 6            | 0407          |
| La Unión   | Cotahuasi   | 11           | 0408          |

Regione di Ayacucho
| Provincia            | Capoluogo     | N° distretti | Codice UBIGEO |
| -------------------- | ------------- | ------------ | ------------- |
| Huamanga             | Ayacucho      | 15           | 0501          |
| Cangallo             | Cangallo      | 6            | 0502          |
| Huanca Sancos        | Huanca Sancos | 4            | 0503          |
| Huanta               | Huanta        | 8            | 0504          |
| La Mar               | San Miguel    | 8            | 0505          |
| Lucanas              | Puquio        | 21           | 0506          |
| Parinacochas         | Coracora      | 8            | 0507          |
| Páucar del Sara Sara | Pausa         | 10           | 0508          |
| Sucre                | Querobamba    | 11           | 0509          |
| Víctor Fajardo       | Huancapi      | 12           | 0510          |
| Vilcas Huamán        | Vilcas Huamán | 8            | 0511          |

Regione di Cajamarca
| Provincia   | Capoluogo                 | N° distretti | Codice UBIGEO |
| ----------- | ------------------------- | ------------ | ------------- |
| Cajamarca   | Cajamarca                 | 12           | 0601          |
| Cajabamba   | Cajabamba                 | 4            | 0602          |
| Celendín    | Celendín                  | 12           | 0603          |
| Chota       | Chota                     | 19           | 0604          |
| Contumazá   | Contumazá                 | 8            | 0605          |
| Cutervo     | Cutervo                   | 15           | 0606          |
| Hualgayoc   | Bambamarca                | 3            | 0607          |
| Jaén        | Jaén                      | 12           | 0608          |
| San Ignacio | San Ignacio               | 7            | 0609          |
| San Marcos  | San Marcos                | 7            | 0610          |
| San Miguel  | San Miguel de Pallaques   | 13           | 0611          |
| San Pablo   | San Pablo                 | 4            | 0612          |
| Santa Cruz  | Santa Cruz de Succhubamba | 11           | 0613          |

Regione di Callao
| Provincia | Capoluogo | N° distretti | Codice UBIGEO |
| --------- | --------- | ------------ | ------------- |
| Callao    | Callao    | 6            | 0701          |

Regione di Cusco
| Provincia     | Capoluogo       | N° distretti | Codice UBIGEO |
| ------------- | --------------- | ------------ | ------------- |
| Cusco         | Cusco           | 8            | 0801          |
| Acomayo       | Acomayo         | 7            | 0802          |
| Anta          | Anta            | 9            | 0803          |
| Calca         | Calca           | 8            | 0804          |
| Canas         | Yanaoca         | 8            | 0805          |
| Canchis       | Sicuani         | 8            | 0806          |
| Chumbivilcas  | Santo Tomás     | 8            | 0807          |
| Espinar       | Espinar e Yauri | 8            | 0808          |
| La Convención | Quillabamba     | 10           | 0809          |
| Paruro        | Paruro          | 9            | 0810          |
| Paucartambo   | Paucartambo     | 6            | 0811          |
| Quispicanchi  | Urcos           | 12           | 0812          |
| Urubamba      | Urubamba        | 7            | 0813          |

Regione di Huancavelica
| Provincia      | Capoluogo      | N° distretti | Codice UBIGEO |
| -------------- | -------------- | ------------ | ------------- |
| Huancavelica   | Huancavelica   | 19           | 0901          |
| Acobamba       | Acobamba       | 8            | 0902          |
| Angaraes       | Lircay         | 12           | 0903          |
| Castrovirreyna | Castrovirreyna | 13           | 0904          |
| Churcampa      | Churcampa      | 10           | 0905          |
| Huaytará       | Huaytará       | 16           | 0906          |
| Tayacaja       | Pampas         | 16           | 0907          |

Regione di Huánuco
| Provincia     | Capoluogo   | N° distretti | Codice UBIGEO |
| ------------- | ----------- | ------------ | ------------- |
| Huánuco       | Huánuco     | 11           | 1001          |
| Ambo          | Ambo        | 8            | 1002          |
| Dos de Mayo   | La Unión    | 9            | 1003          |
| Huacaybamba   | Huacaybamba | 4            | 1004          |
| Huamalíes     | Llata       | 11           | 1005          |
| Leoncio Prado | Tingo María | 6            | 1006          |
| Marañón       | Huacrachuco | 3            | 1007          |
| Pachitea      | Panao       | 4            | 1008          |
| Puerto Inca   | Puerto Inca | 5            | 1009          |
| Lauricocha    | Jesús       | 7            | 1010          |
| Yarowilca     | Chavinillo  | 8            | 1011          |

Regione di Ica
| Provincia | Capoluogo    | N° distretti | Codice UBIGEO |
| --------- | ------------ | ------------ | ------------- |
| Ica       | Ica          | 14           | 1101          |
| Chincha   | Chincha Alta | 11           | 1102          |
| Nazca     | Nazca        | 5            | 1103          |
| Palpa     | Palpa        | 5            | 1104          |
| Pisco     | Pisco        | 8            | 1105          |

Regione di Junín
| Provincia   | Capoluogo  | N° distretti | Codice UBIGEO |
| ----------- | ---------- | ------------ | ------------- |
| Huancayo    | Huancayo   | 28           | 1201          |
| Concepción  | Concepción | 15           | 1202          |
| Chanchamayo | La Merced  | 6            | 1203          |
| Jauja       | Jauja      | 34           | 1204          |
| Junín       | Junín      | 4            | 1205          |
| Satipo      | Satipo     | 8            | 1206          |
| Tarma       | Tarma      | 9            | 1207          |
| Yauli       | La Oroya   | 10           | 1208          |
| Chupaca     | Chupaca    | 9            | 1209          |

Regione di La Libertad
| Provincia         | Capoluogo         | N° distretti | Codice UBIGEO |
| ----------------- | ----------------- | ------------ | ------------- |
| Trujillo          | Trujillo          | 11           | 1301          |
| Ascope            | Ascope            | 8            | 1302          |
| Bolívar           | Bolívar           | 6            | 1303          |
| Chepén            | Chepén            | 3            | 1304          |
| Julcán            | Julcán            | 4            | 1305          |
| Otuzco            | Otuzco            | 10           | 1306          |
| Pacasmayo         | San Pedro de Lloc | 5            | 1307          |
| Pataz             | Tayabamba         | 13           | 1308          |
| Sánchez Carrión   | Huamachuco        | 8            | 1309          |
| Santiago de Chuco | Santiago de Chuco | 8            | 1310          |
| Gran Chimú        | Cascas            | 4            | 1311          |
| Virú              | Virú              | 3            | 1312          |

Regione di Lambayeque
| Provincia  | Capoluogo  | N° distretti | Codice UBIGEO |
| ---------- | ---------- | ------------ | ------------- |
| Chiclayo   | Chiclayo   | 20           | 1401          |
| Ferreñafe  | Ferreñafe  | 6            | 1402          |
| Lambayeque | Lambayeque | 12           | 1403          |

Provincia di Lima
| Provincia | Capoluogo | N° distretti | Codice UBIGEO |
| --------- | --------- | ------------ | ------------- |
| Lima      | Lima      | 43           | 1501          |

Regione di Lima
| Provincia  | Capoluogo             | N° distretti | Codice UBIGEO |
| ---------- | --------------------- | ------------ | ------------- |
| Huaura     | Huacho                | 12           | 1508          |
| Barranca   | Barranca              | 5            | 1502          |
| Cajatambo  | Cajatambo             | 5            | 1503          |
| Canta      | Canta                 | 7            | 1504          |
| Cañete     | San Vicente de Cañete | 16           | 1505          |
| Huaral     | Huaral                | 12           | 1506          |
| Huarochirí | Matucana              | 32           | 1507          |
| Oyón       | Oyón                  | 6            | 1509          |
| Yauyos     | Yauyos                | 33           | 1510          |

Regione di Loreto
| Provincia               | Capoluogo    | N° distretti | Codice UBIGEO |
| ----------------------- | ------------ | ------------ | ------------- |
| Maynas                  | Iquitos      | 13           | 1601          |
| Alto Amazonas           | Yurimaguas   | 6            | 1602          |
| Loreto                  | Nauta        | 5            | 1603          |
| Mariscal Ramón Castilla | Caballococha | 4            | 1604          |
| Requena                 | Requena      | 11           | 1605          |
| Ucayali                 | Contamana    | 6            | 1606          |
| Datem del Marañón       | San Lorenzo  | 6            | 1607          |

Regione di Madre de Dios
| Provincia | Capoluogo        | N° distretti | Codice UBIGEO |
| --------- | ---------------- | ------------ | ------------- |
| Tambopata | Puerto Maldonado | 4            | 1701          |
| Manu      | Salvación        | 4            | 1702          |
| Tahuamanu | Inapari          | 3            | 1703          |

Regione di Moquegua
| Provincia             | Capoluogo | N° distretti | Codice UBIGEO |
| --------------------- | --------- | ------------ | ------------- |
| Mariscal Nieto        | Moquegua  | 6            | 1801          |
| General Sánchez Cerro | Omate     | 11           | 1802          |
| Ilo                   | Ilo       | 3            | 1803          |

Regione di Pasco
| Provincia              | Capoluogo      | N° distretti | Codice UBIGEO |
| ---------------------- | -------------- | ------------ | ------------- |
| Pasco                  | Cerro de Pasco | 13           | 1901          |
| Daniel Alcides Carrión | Yanahuanca     | 8            | 1902          |
| Oxapampa               | Oxapampa       | 7            | 1903          |

Regione di Piura
| Provincia   | Capoluogo   | N° distretti | Codice UBIGEO |
| ----------- | ----------- | ------------ | ------------- |
| Piura       | Piura       | 9            | 2001          |
| Ayabaca     | Ayabaca     | 10           | 2002          |
| Huancabamba | Huancabamba | 8            | 2003          |
| Morropón    | Chulucanas  | 10           | 2004          |
| Paita       | Paita       | 7            | 2005          |
| Sullana     | Sullana     | 8            | 2006          |
| Talara      | Talara      | 6            | 2007          |
| Sechura     | Sechura     | 6            | 2008          |

Regione di Puno
| Provincia             | Capoluogo | N° distretti | Codice UBIGEO |
| --------------------- | --------- | ------------ | ------------- |
| Puno                  | Puno      | 15           | 2101          |
| Azángaro              | Azángaro  | 15           | 2102          |
| Carabaya              | Macusani  | 10           | 2103          |
| Chucuito              | Juli      | 7            | 2104          |
| El Collao             | Ilave     | 5            | 2105          |
| Huancané              | Huancané  | 8            | 2106          |
| Lampa                 | Lampa     | 10           | 2107          |
| Melgar                | Ayaviri   | 9            | 2108          |
| Moho                  | Moho      | 4            | 2109          |
| San Antonio de Putina | Putina    | 5            | 2110          |
| San Román             | Juliaca   | 4            | 2111          |
| Sandia                | Sandia    | 10           | 2112          |
| Yunguyo               | Yunguyo   | 7            | 2113          |

Regione di San Martín
| Provincia        | Capoluogo        | N° distretti | Codice UBIGEO |
| ---------------- | ---------------- | ------------ | ------------- |
| Moyobamba        | Moyobamba        | 6            | 2201          |
| Bellavista       | Bellavista       | 6            | 2202          |
| El Dorado        | San Jose de Sisa | 5            | 2203          |
| Huallaga         | Saposoa          | 6            | 2204          |
| Lamas            | Lamas            | 11           | 2205          |
| Mariscal Cáceres | Juanjuí          | 5            | 2206          |
| Picota           | Picota           | 10           | 2207          |
| Rioja            | Rioja            | 9            | 2208          |
| San Martín       | Tarapoto         | 14           | 2209          |
| Tocache          | Tocache          | 5            | 2210          |

Regione di Tacna
| Provincia     | Capoluogo | N° distretti | Codice UBIGEO |
| ------------- | --------- | ------------ | ------------- |
| Tacna         | Tacna     | 10           | 2301          |
| Candarave     | Candarave | 6            | 2302          |
| Jorge Basadre | Locumba   | 3            | 2303          |
| Tarata        | Tarata    | 8            | 2304          |

Regione di Tumbes
| Provincia             | Capoluogo | N° distretti | Codice UBIGEO |
| --------------------- | --------- | ------------ | ------------- |
| Tumbes                | Tumbes    | 6            | 2401          |
| Contralmirante Villar | Zorritos  | 3            | 2402          |
| Zarumilla             | Zarumilla | 4            | 2403          |

Regione di Ucayali
| Provincia        | Capoluogo | N° distretti | Codice UBIGEO |
| ---------------- | --------- | ------------ | ------------- |
| Coronel Portillo | Pucallpa  | 7            | 2501          |
| Atalaya          | Atalaya   | 4            | 2502          |
| Padre Abad       | Aguaytía  | 3            | 2503          |
| Purus            | Esperanza | 1            | 2504          |